# Martina Astner
Martina Astner (nacida como Martina Hornbacher en 1975) es una vocalista austriaca de metal conocida por su participación en bandas como Alas, Dreams of Sanity y Korova, siendo principalmente recordada por su colaboración con la banda de metal sinfónico Therion, ya que fue su vocalista entre 1998 y 1999.

## Carrera musical
En 1997 abandona Dreams of Sanity, luego de tan solo un disco, dejando a Sandra Schleret como la vocalista principal. Es entonces cuando se une a Therion como su vocalista en vivo, y graba dos álbumes en los que canta a dueto con Sarah Jezebel Deva.
Luego de dejar Therion en 1999 debido a su embarazo conforma junto al guitarrista estadounidense Erik Rutan la banda Alas en el año 2000, la cual se disuelve tras lanzar su primer álbum en el 2001.
Actualmente pertenece a la Banda Underhill, del género Dark Dubstep, un género totalmente diferente al que colaboraba antes. Su álbum Silent Siren fue publicado en el 2012.

## Discografía
Con Dreams of Sanity
- Komödia (1997)

Con Korovakill
- Dead Like an Angel (1998)

Con Therion
- Vovin (1998)
- Crowning of Atlantis (1999)

Con Alas
- Absolute Purity (2001)

Con Underhill
- Silent Siren (2012)